# Peter Sasse (Theologe)
Peter Sasse (* 3. Januar 1709 in Rostock; † 14. September 1776 ebenda) war ein deutscher lutherischer Theologe, Historiker und Hochschullehrer.

## Leben
Peter Sasse war ein Sohn des königlich dänischen Kriegskommissars Daniel Sasse. Er studierte ab 1723 als Stipendiat der Schabbelstiftung Evangelische Theologie an den Universitäten in Rostock, Jena und Wittenberg. 1733 wurde er in Rostock zum Magister artium promoviert und war dann dort als Privatdozent tätig. 1741 wurde er vom mecklenburger Herzog Karl Leopold an der Philosophischen Fakultät der Rostocker Universität zum herzoglichen ordentlichen konziliaren Professor der Geschichte berufen. Er erhielt damit die Professur des schon 1731 verstorbenen David Heinrich Köpken. 1743 folgte seine Promotion zum Doktor der Theologie. 1745 war er Prokanzler und 1747 Dekan der Fakultät. 1748 wechselte er an die Theologische Fakultät, wo er zum herzoglichen ordentlichen Professor der Theologie und zudem zum wirklichen Konsistorialrat ernannt wurde. Daneben war er 1751 Prorektor. In den 1750er Jahren erblindete er fast, 1756 wurde er emeritiert. Peter Sasse war seit dem 4. Februar 1750 verheiratet mit Charlotte Wilhelmine Thym (1714–1787), die Ehe blieb kinderlos. Sasse stiftete das mit 17.800 Talern dotierte „Sassische Stipendium“.